# Brandenburg-Preußen

Territorien Brandenburg-Preußens (rot) inner- und außerhalb des Heiligen Römischen Reiches, 1618

Der Name Brandenburg-Preußen bezeichnet die Herrschaftsgebiete der Kurfürsten von Brandenburg aus dem Haus Hohenzollern in der Zeit zwischen 1618, als Kurfürst Johann Sigismund begann, das Herzogtum Preußen in Personalunion zusätzlich zu regieren, und 1701, dem Jahr der Erhebung des Kurfürsten Friedrich III. zum König in Preußen. Der Namens-Zusatz Preußen ist mit der Tatsache begründet, dass sich ihr Gesamtgebiet durch Erwerb des Herzogtums beinahe verdoppelte. Die Königskrönung führte zur Umwandlung des Herzogtums in das „Königreich Preußen“, das dem späteren Staat der Könige von Preußen den Namen Preußen gab.
Ursprünglich beschränkten sich die Besitzungen der hohenzollernschen Markgrafen auf die Mark Brandenburg. Durch dynastische Erbschaften und Käufe hatten sie bereits vor 1618 ein weit verstreutes, bis an den Niederrhein reichendes Herrschaftsgebiet geschaffen (siehe nebenstehende Abbildung).
Verwendet wird der Begriff in der Geschichtswissenschaft vorwiegend, um die gesamten Hohenzollernlande zu bezeichnen. Der Ausdruck Brandenburg-Preußen wird aber auch manchmal über das Jahr 1701 hinaus bis in die Zeit unter Friedrich dem Großen hinein verwendet, um den geographischen Bezug zum brandenburgischen Ursprung des preußischen Staates zu betonen.

## Geschichte

### Erwerb neuer Landesteile (1614–1618)

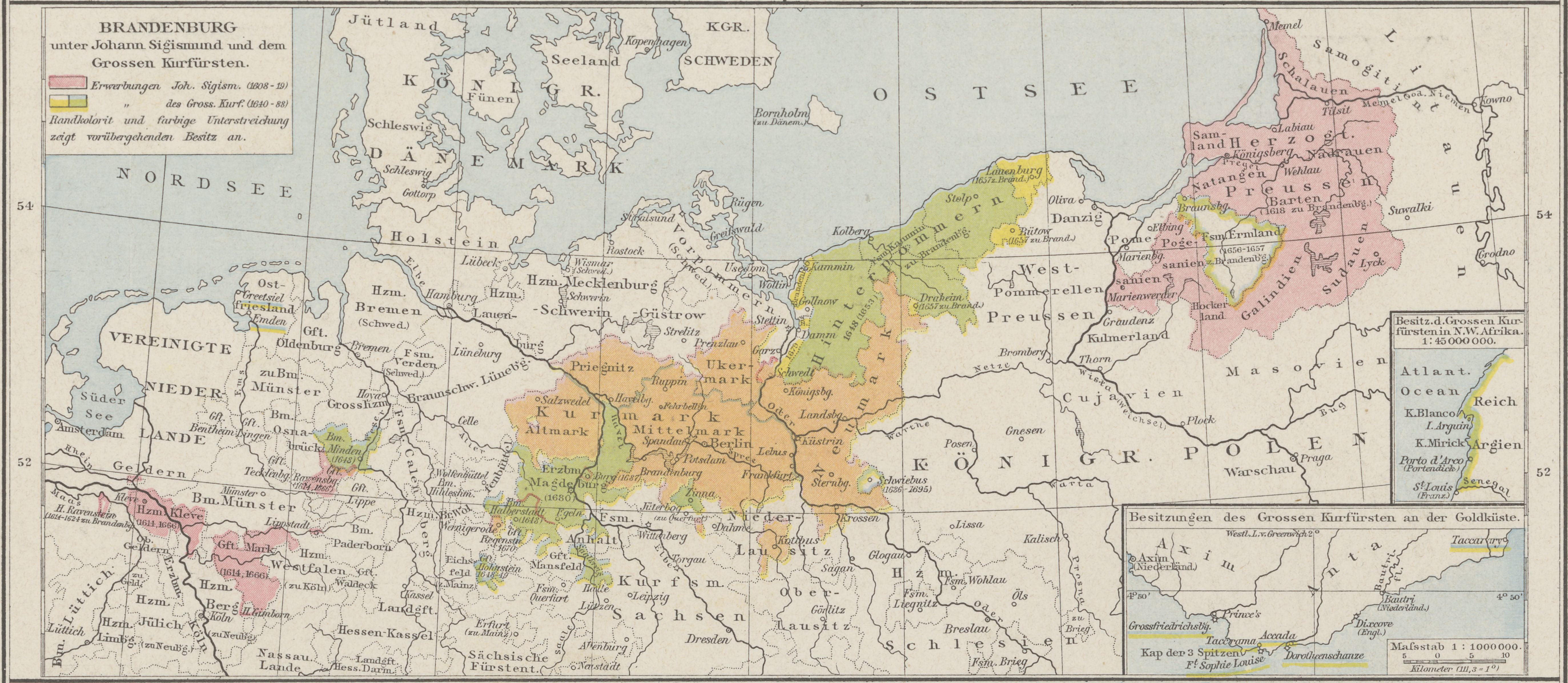
Orange = Brandenburg vor 1608
Rot = Erwerbungen Johann Sigismunds 1608–1619
Grün und gelb = Erwerbungen des Großen Kurfürsten 1640–1688

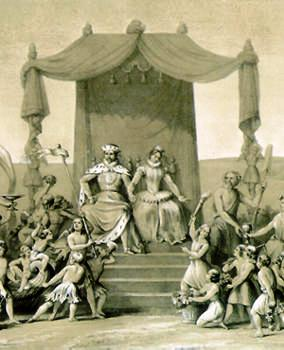
Allegorische Darstellung des Erwerbs Preußens und der Rheinlande durch das brandenburgische Kurfürstenpaar. Preußen und die Rheinlande sind als Seegottheiten an den Seiten des Thrones dargestellt
Lithographie aus dem 19. Jahrhundert

Die Politik der Hohenzollern war auf Machtzunahme durch Erwerbung neuer Länder ausgerichtet. Dies versuchten die jeweiligen Herrscher durch geschickte Heiratspolitik zu erreichen, um Erbansprüche im Falle von ausgestorbenen Herrscherhäusern zu erhalten.
So heiratete der damalige Kurprinz Johann Sigismund am 30. Oktober 1594 Anna, die Tochter des preußischen Herzogs Albrecht Friedrich aus der ansbachschen Linie der fränkischen Hohenzollern. Der Vater des Kurprinzen, der brandenburgische Kurfürst Joachim Friedrich übernahm 1605 für den preußischen Herzog die Regentschaft über das Herzogtum Preußen, nachdem der geisteskranke Albrecht Friedrich regierungsunfähig geworden war. 1608 wurde Johann Sigismund neuer brandenburgischer Kurfürst. Mit dem Tod seines Schwiegervaters Albrecht Friedrich, der als letzter fränkischer Hohenzoller Herzog von Preußen war, wurde Johann Sigismund 1618 durch Erbschaft auch offiziell Herzog von Preußen. Brandenburg und Preußen waren seither in Personalunion verbunden. Die Herzöge in Preußen waren Lehensmänner des Königs von Polen, bis der brandenburgische Kurfürst Friedrich Wilhelm 1657 im Vertrag von Wehlau die volle Souveränität als Herzog in Preußen erlangte.
Nach dem Tod Johann Wilhelms, des letzten Herzogs von Jülich-Kleve-Berg, brach 1609 zwischen den Haupterben, dem brandenburgischen Kurfürsten Johann Sigismund und Wolfgang Wilhelm von Pfalz-Neuburg ein Streit um das vakante Herzogtum aus, der sogenannte Jülich-Klevische Erbfolgestreit. Im Vertrag von Xanten vom 12. November 1614 gelang es dem brandenburgischen Kurfürsten, den Anspruch auf das Herzogtum Kleve, die Grafschaft Mark und die Grafschaft Ravensberg erfolgreich für sich durchzusetzen.

### Dreißigjähriger Krieg (1618–1648)

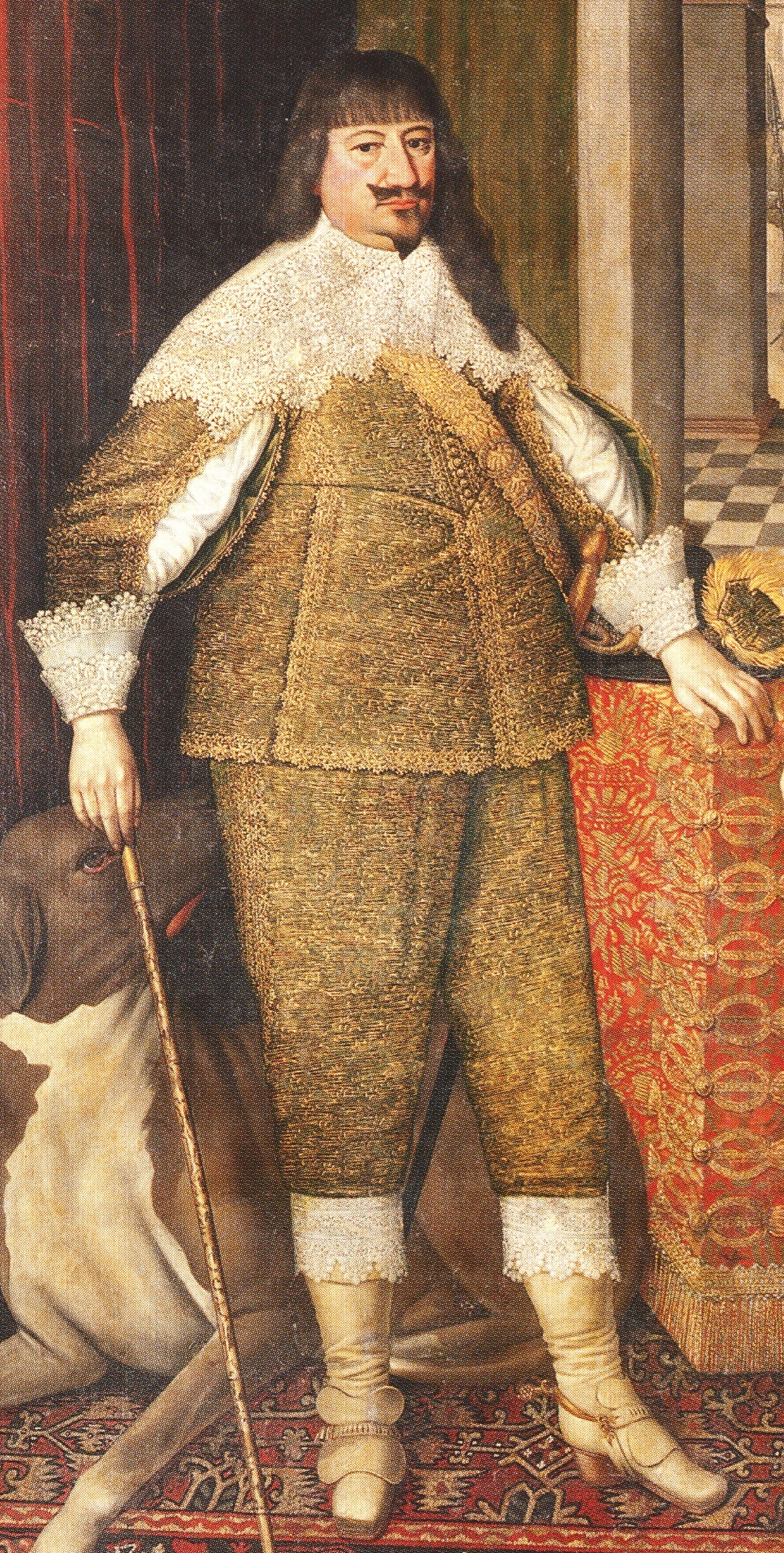
Kurfürst Georg Wilhelm

Die neu gewonnenen Nebenterritorien blieben zunächst räumlich, politisch und wirtschaftlich von der Mark Brandenburg als Kernstaat isoliert. Lediglich durch die herrschende Person aus dem Hohenzollern-Geschlecht waren die einzelnen Landesteile miteinander verbunden. Ein gemeinsames Landesbewusstsein oder eine gesamtheitlich betriebene Landespolitik unter Kurfürst Georg Wilhelm gab es nicht. Stattdessen behielten die einzelnen Landesteile ihre eigenen Landesverfassungen, Traditionen, Strukturen und Regionaleliten bei. Die staatliche Führungsspitze Brandenburg-Preußens bestand neben dem calvinistischen Kurfürsten und dem katholischen Kanzler Adam von Schwarzenberg aus vornehmlich protestantischen Räten.
Als 1618 der Dreißigjährige Krieg ausbrach, blieben die Hohenzollernlande zunächst verschont. Der neue Kurfürst Georg Wilhelm, der Ende 1619 Johann Sigismund folgte, war nicht in der Lage von seiner Zentralprovinz aus entschlossen den außenpolitischen Entwicklungen zu trotzen. Ab 1626 wurde die Mark Brandenburg zusehends verheert.
Nachdem Brandenburg-Preußen zu Beginn des Dreißigjährigen Krieges auf Seiten der aufständischen Böhmen und der protestantischen Reichsstände gestanden hatte, bewirkte Schwarzenberg 1626 den Übergang auf die kaiserliche Seite, was aber nicht die ersehnte Erleichterung von den Kriegslasten brachte. In Zusammenarbeit mit Sachsen versuchte Brandenburg eine dritte Partei, die der Reichsverfassung, auf dem Leipziger Konvent zu bilden, die aber sofort wieder zerbrach, nachdem ein kaiserliches Heer Magdeburg zerstörte. Als das Heer Gustav Adolfs von Schweden nach der Landung auf Usedom auch Brandenburg besetzte, wechselte der Kurfürst gemeinsam mit Sachsen nochmals die Seiten. Im Prager Frieden von 1635 wechselte Brandenburg wiederum die Seiten, da sich das Kriegsglück mittlerweile wieder gegen die Schweden gewandt hatte. Dann wurde das Land abermals von den Schweden besetzt. Da die Mark in dieser Zeit abwechselnd von den kaiserlichen Truppen oder den Schweden beherrscht wurde, floh der Kurfürst zum Ende seiner Regierungszeit, unter Zurücklassung eines Statthalters, häufig in sein Herzogtum Preußen (u. a. von 1627 bis 1630) und in seine Rheinprovinzen. Durch die Flucht des Kurfürsten war die Kurmark jeder Willkür durch äußere Mächte preisgegeben.
Am 1. Dezember 1640 verstarb Kurfürst Georg Wilhelm in Königsberg. Der neue Kurfürst, Friedrich Wilhelm, begann aus dem Flickenteppich durch Etablierung gemeinsamer institutioneller Strukturen einen zentralen Staat zu entwickeln.

### Anfänge des Zentralstaates (1640–1701)

#### Unter Friedrich Wilhelm (1640–1688)

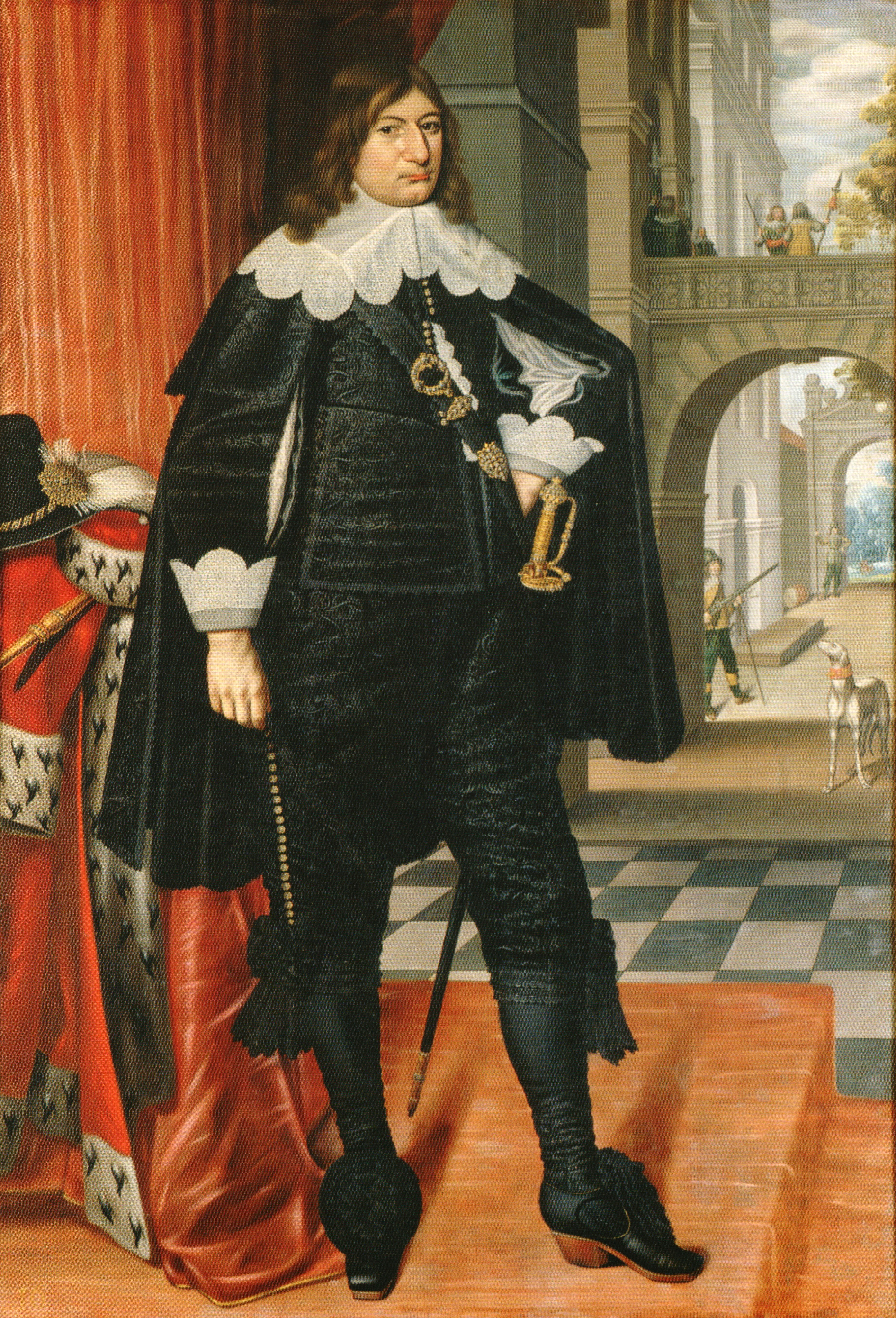
Kurfürst Friedrich Wilhelm (1640–1688)

Kurfürst Friedrich Wilhelm erteilt als Feldheer im Gefecht seinen Generälen Befehle, die Szene datiert etwa in den 1670er Jahren, Historiengemälde, Öl auf Leinwand. 63,5 × 87 cm.

Der brandenburgische Kurfürst Friedrich Wilhelm reiste im Oktober 1641 nach Warschau. Der katholische König von Polen, Władysław IV. Wasa, oberster Lehnsherr von Preußen, bestätigte den jungen Fürsten am 8. Oktober als Herzog von Preußen. Daraufhin bereiteten ihm die Königsberger am 31. Oktober 1641 einen prächtigen Empfang. Dies war seit 1525 das letzte Mal, dass ein preußischer Herrscher seine Anerkennung von einem polnischen König erhielt.
Im Westfälischen Frieden 1648 konnte der Kurfürst als Ausgleich für den Verzicht auf ganz Pommern und um ein Gegengewicht zu Schweden zu bilden, Hinterpommern, die Anwartschaft auf das Erzstift Magdeburg (Anfall 1680) sowie das Hochstift Halberstadt und das Fürstentum Minden erwerben, die zusammengenommen einer Fläche von etwa 20.000 km² entsprachen. Trotz dieser Landgewinne verschlechterte sich die Situation für den Kurfürsten, da die Landesteile zum Teil isoliert und weit voneinander entfernt lagen.
Brandenburg-Preußen war nun umgeben von übermächtigen Staaten wie der neuen Großmacht Schweden im Norden, die die Mark und das Herzogtum Preußen jederzeit bedrohen konnte, Polen im Osten, das Lehnsherr des Herzogtums Preußen war, und im Süd-Osten lag die Habsburgermonarchie. Somit waren die Schicksale der einzelnen Landesteile zunehmend aufs engste mit denen der anderen verknüpft, so dass sich die Geschichte der einzelnen Gebiete von da an auf die inneren und lokalen Verhältnisse der jeweiligen Länder beschränkte.
So betrieb Kurfürst Friedrich Wilhelm, später der „Große Kurfürst“ genannt, nach dem Krieg eine vorsichtige Schaukelpolitik zwischen den Großmächten, um seine wirtschaftlich und militärisch schwachen Länder zu entwickeln. Nach anfänglicher Unterstützung der kaiserlichen Politik übernahm der Kurfürst Friedrich Wilhelm 1653 die Führung der Reichstagsopposition. Sein jetzt außenpolitisch hervortretender Minister von Waldeck entwarf den Plan einer antihabsburgischen Union unter Leitung von Kurbrandenburg, die auch Verbindung zu Frankreich suchen sollte. Aber es gelang nur, ein wenig bedeutendes Defensivbündnis mit den welfischen Herzögen und Hessen-Kassel im Juli 1655 abzuschließen.
Der Stettiner Grenzrezess von 1653 regelte die Grenzziehung zwischen Brandenburg und Schweden in Pommern: Im vorherigen Frieden von Osnabrück war vereinbart worden, dass Schweden und Brandenburg die konkrete Grenzziehung in bilateralen Verträgen regeln sollten. Im Westfälischen Frieden bekam Brandenburg lediglich Hinterpommern zugesprochen. Darüber hinaus verzögerte Schweden die Übergabe Hinterpommerns bis zum Mai 1653. Die letzten schwedischen Truppen zogen fünf Jahre nach Abschluss des Westfälischen Friedens aus Brandenburg ab und auch das erst, als der Kurfürst den Abzug unter Vermittlung des Kaisers erkauft hatte.
Als infolge des Nordischen Kriegs von 1656 bis 1660 Polen-Litauen geschwächt war, konnte der Kurfürst 1657 im Vertrag von Wehlau das Herzogtum Preußen aus der polnischen Oberhoheit lösen. Im Frieden von Oliva von 1660 wurde die Souveränität des Herzogtums endgültig anerkannt. Dies war eine entscheidende Voraussetzung für seine Erhebung zum Königreich Preußen unter dem Sohn des Großen Kurfürsten.
Friedrich Wilhelm führte Wirtschaftsreformen durch und baute als Machtgrundlage aus der Kurbrandenburgischen Armee mit zunächst wenigen Tausend Mann ein schlagkräftiges stehendes Heer mit bis zu 30.000 Soldaten auf. Die Landstände wurden zugunsten einer absolutistischen Zentralverwaltung entmachtet, wodurch es ihm zunehmend gelang, die Territorien effektiv miteinander zu verbinden. Der Ausbau des Zentralstaates hing vor allem von einer gesicherten Finanzierung in Form von Steuerbewilligungen ab, von denen der Kurfürst wiederum auf das Einverständnis der Stände angewiesen war. Auf dem Treffen des brandenburgischen Landtages von 1653 gelang es dem Kurfürsten von den Ständen Steuern in Höhe 530.000 Talern genehmigt zu bekommen. Diese Summe war in Raten über fünf Jahre nach der bereits vorher beschlossenen Quotationsregelung zu zahlen, vom Landadel mussten 41 % der Steuern, von den Städten 59 % der Summe aufgebracht werden. Im Gegenzug bestätigte der Kurfürst den Ständen Privilegien, die vor allem zu Lasten der Bauern gingen. Unerträgliche Frondienste, eine Verschärfung der Leibeigenschaft und das Ausplündern und anschließende Aufkaufen von Bauernhöfen waren die Folge. Daneben trieb er auch den Bau einer kurbrandenburgischen Flotte voran und erwarb die Kolonie Groß Friedrichsburg an der westafrikanischen Goldküste auf dem Gebiet des heutigen Ghana.
Der Geheime Rat, die mächtigste Behörde im Kurfürstentum Brandenburg seit seiner Gründung im Jahr 1604, der im Schloss zu Cölln tagte, wuchs nach 1648 über seine ursprüngliche Funktion als kurbrandenburgische Landesbehörde hinaus und erlangte eine gesamtstaatliche Bedeutung. Nach erhaltenen Akten behandelte der Geheime Rat Landessachen der außerbrandenburgischen Gebiete des Gesamtstaats ab 1654. Damit wurde das oberste brandenburgische Landeskollegium Zentralbehörde Brandenburg-Preußens. Die Landeskollegien der anderen Gebiete wurden stattdessen mehr und mehr dem Geheimen Rat untergeordnet. Der Geheime Rat hatte jedoch zu diesem Zeitpunkt seinen Machtzenit überschritten. So hatte die 1689 gegründete Hofkammer als gesamtstaatliche Behördenorganisation eine größere Bedeutung. Weitere gesamtstaatliche, in Berlin ansässige Behörden waren die Lehnskanzlei, die Geheime Kanzlei und das Kammergericht. Deren Unterhalt wurde jedoch im 17. Jahrhundert weitgehend aus brandenburgischen Mitteln bezahlt, während die Hofstaatskasse bereits aus gesamtstaatlichen Mitteln gespeist wurde.
Als der Große Kurfürst am 9. Mai 1688 starb, hatte er sein Land aus einem in der Außenpolitik hilf- und machtlosen, zerrissenen Staatsgebilde zu einer von allen Großmächten der damaligen Zeit anerkannten Mittelmacht gemacht. Zudem war Brandenburg-Preußen nach der Habsburgermonarchie zum mächtigsten Territorium im Reich aufgestiegen.
1688 betrug die Größe der Hohenzollerlande insgesamt 112.660 km² mit 1,5 Mio. Einwohner (1640: etwa 1 Million Einwohner). Das Steueraufkommen belief sich auf 1,677 Mio. Taler, die Subsidienzahlungen betrugen 1688 1,7 Mio. Taler. Zusammen verfügte der Staat Brandenburg-Preußen also über ein Staatsbudget von 3,4 Mio. Talern, was eine Verdreifachung der Staatseinkünfte im Vergleich zum Amtsantritt des Kurfürsten im Jahre 1640 (insgesamt 1 Mio. Taler, 400.000 Taler aus Steuern) darstellt.

#### Unter Friedrich III. (1688–1701)
Eine Woche nach dem Tode des Kurfürsten tagte der Geheime Rat zum ersten Male unter dem Vorsitz des neuen Kurfürsten Friedrich III. zwecks Eröffnung des väterlichen Testaments. Unter Verstoß gegen die seit 1473 geltenden Hausgesetze der Hohenzollern sollte Brandenburg-Preußen auf die fünf Söhne Friedrich Wilhelms, also auf Friedrich und seine vier Halbbrüder, aufgeteilt werden. Nach langwierigen Verhandlungen und ausführlichen Rechtsgutachten, unter anderem von Eberhard von Danckelman, gelang es dem Thronfolger, sich bis 1692 gegen seine Geschwister durchzusetzen und die Einheit des Landes zu bewahren. Friedrichs Halbbrüder wurden als Markgrafen von Brandenburg-Schwedt abgefunden.

### Rangeserhebung – Gründung des Königreichs Preußen 1701

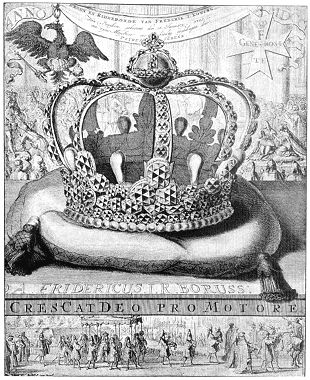
Die neue preußische Königskrone – Symbol für die Gründung des Einheitsstaates
Kupferstich von Peter Schenk, 1703

Um die jederzeit durch Erbteilung drohende Auflösung Brandenburg-Preußens zu verhindern, verfolgte der neue Kurfürst seit 1691 die Idee einer Rangeserhöhung, um die verstreuten hohenzollerschen Territorien zu einen und eine zusammenhaltende Klammer zu geben.
Dieses Projekt schloss er 1701 mit seiner Königskrönung ab.
Allerdings hatte Kaiser Leopold I. zur Bedingung gemacht, dass Friedrich den angestrebten Königstitel nicht auf das Kurfürstentum Brandenburg beziehen durfte, sondern nur auf das außerhalb des Heiligen Römischen Reiches gelegene Herzogtum Preußen. Der neue preußische König durfte sich außerdem nur König in Preußen, nicht von Preußen nennen, weil der ihm unterstehende Teil Preußens nicht ganz Preußen umfasste, sondern nur den östlichen Teil davon. Der andere Teil, Preußen königlich-polnischen Anteils, unterstand bis 1772 der polnischen Krone.
Innenpolitisch förderte die Königskrönung die staatliche Einheit der geografisch weit auseinander liegenden und wirtschaftlich stark unterschiedlichen hohenzollerschen Territorien. Botschafter, Behörden und Armee des Herrschers hießen fortan „königlich“ und führten Farben und Wappen Preußens. Der Name „Preußen“ und „preußisch“ übertrug sich daher im Laufe des 18. Jahrhunderts auf alle Gebiete der Hohenzollern mit Ausnahme der süddeutschen Fürstentümer Hohenzollern-Hechingen und Hohenzollern-Sigmaringen, die erst im Jahre 1850 an den Staat Preußen fielen. Die Bezeichnung des zu allen Zeiten wichtigsten Landesteils der Hohenzollern, der Kurmark Brandenburg, verlor demgegenüber an Bedeutung.
Für die weitergehende Geschichte ab 1701 siehe Königreich Preußen

## Wirtschaftsgeschichte

### Kameralistische Wirtschaftspolitik (1640–1675)
Die Mark Brandenburg, die während des Dreißigjährigen Krieges besonders verheert worden war, war 1648, verglichen mit den anderen deutschen Staaten wie Sachsen oder auch dem habsburgischen Österreich, stark verarmt. Weite Landstriche der Mark Brandenburg waren menschenleer, die allgemeine Wirtschaftstätigkeit lag darnieder.
Unter dem Großen Kurfürsten Friedrich Wilhelm blieb die Wirtschaftspolitik bis 1675 noch dem Denken des deutschen Kameralismus verhaftet. Es war ein wichtiges Ziel des Kurfürsten, die eigenen Einnahmen zu vermehren, vornehmlich aus den kurfürstlichen Domänen. Eigene regelmäßige Einnahmen sollten den Kurfürsten unabhängiger von den Ständen machen und die fürstliche Macht steigern. Im 17. Jahrhundert war der Ständestaat in Brandenburg-Preußen noch stark ausgeprägt und die Stände genehmigten auch die finanziellen Mittel des Kurfürsten. Sie besaßen damit ein wichtiges Machtinstrument, um Druck auf die Politik des Kurfürsten ausüben zu können.
Bedeutendes wurde in jenen Jahren auf dem Gebiet der Infrastruktur geleistet. Der Kurfürst gründete 1649 das Brandenburgische Staatspostwesen und bemühte sich seit 1653, die Binnenschifffahrt in Gang zu bringen. Der Bau des Müllroser Kanals (Verbindung zwischen Oder und Spree) von 1662 bis 1669 stellte die erste große verkehrswirtschaftliche Maßnahme eines deutschen Landesherren dar. Die Maßnahmen im Bereich der Infrastruktur schufen neue, beschleunigte und verbilligte Verkehrsverbindungen und setzten damit Anreize für eine regere Handelstätigkeit.
Bis zur Schlacht bei Fehrbellin 1675 stand die Beseitigung unmittelbarer Schäden des Dreißigjährigen Krieges im Mittelpunkt der staatlichen Wirtschaftspolitik. Erst in der folgenden Phase ab 1676 ging es um den Gesamtaufbau einer breit angelegten Wirtschaft. Von da an machten sich die merkantilistischen Maßnahmen des Kurfürsten im Sinne einer gezielten, langfristigen ökonomischen Entwicklung bemerkbar.

### Neue Merkantilistische Wirtschaftspolitik ab 1676
Die neue merkantilistische Wirtschaftspolitik des Kurfürsten orientierte sich stark am Vorbild Frankreich, wobei hier die Förderung von Gewerbe und Manufakturen im Vordergrund stand. Diese neue „Gewerbepolitik“ ging von der Mark Brandenburg aus und wurde allmählich auf die anderen Gebiete übertragen.
Beispiele für die neue merkantilistische Wirtschaftspolitik:
- Eine 1679 in Berlin angelegte Zuckersiederei wurde 1680 in die erste brandenburgische Aktiengesellschaft umgewandelt. Hierbei beteiligte sich der Kurfürst mit 10.000 Talern.
- 1681 wurde eine Tabakspinnerei errichtet (von den Berliner Bürgermeistern Bartholdi und Senning)
- 1686 Gründung einer Gold- und Silberdrahtzieherei von Johann Andreas Krautt.

Vielfach bestanden diese Gründungen nur vorübergehend. Die Gründe lagen im Geldmangel des Staates und bei der zu geringen Zahl und Potenz der privaten Investoren, um die defizitäre Anfangszeit zu überstehen.
So setzte die neue Manufakturpolitik entschieden auf die Förderung der einheimischen Produktion, besonders der Wollmanufakturen.
Eine typische merkantilistische Erscheinung stellten darüber hinaus die Gründungen von Commercien-Collegien (23. Februar 1684) dar, die als eine Art Behörde über administrative Befugnisse verfügten und zugleich durch Beratung die Wirtschaftspolitik des Staates betrieben. Die Anfänge für die wirtschaftliche Gesundung des Landes vollzogen sich in vielen kleinen Schritten.
Die Staatsfinanzen konnten durch ein neues Steuersystem, bei dem 1684 die Akzise als Verbrauchssteuer eingeführt wurde, saniert und vermehrt werden. Gleichzeitig erlaubte die Akzise eine genauere Kontrolle der Warenerzeugung und -bewegung, aber auch der Überwachung von Aus- und Einfuhrverboten, als es mit Zöllen allein gehandhabt werden konnte. Durch umfangreiche Peuplierungsmaßnahmen, das heißt die Anlockung und Ansiedlung von Fachleuten aus vielen Ländern Europas (Edikt von Potsdam vom 29. Oktober 1685), gelang es Friedrich Wilhelm neues Fachwissen und Arbeitskraft in das technologisch zurückgebliebene Brandenburg zu bringen.
Durch dieses Förderungsbündel vor dem Hintergrund eines gesamteuropäischen Wirtschaftswachstums entstanden als neue Gewerbszweige in Brandenburg-Preußen:
- Seidenmanufaktur
- Sergemanufaktur
- Gazemanufaktur
- Bändermanufaktur
- Tapetenmanufaktur
- Seidenbau
- Gold- und Silberzwikerei
- Ziselier- und Emaillierkunst
- Verfertigung feiner Tuche und Hüte
- Strumpfwirkerstuhltechnik
- Zeugdruckerei
- Schönfärberei
- Ölbereitung
- Lichtergießen
- Spiegelfabrikation
- Spielkartenfabrikation

Anders als in den führenden Wirtschaftsmächten England, Frankreich und vor allem den Niederlanden fehlte in den Hohenzollerlanden jedoch ein starkes wirtschaftlich tätiges Bürgertum, das Träger des ökonomischen Fortschrittes hätte sein können. So konnten Innovationen und wirtschaftliche Wachstumsstrategien in erster Linie nur durch die Staatsverwaltung in Gang gesetzt werden. Eine weitere Besonderheit dieses Staatsgebildes, stellte das calvinistische Bekenntnis der Landesherrn dar. Die calvinistische Lebensführung ließ die preußische Staatselite eine Arbeitsmoral entwickeln, bei der wirtschaftlicher Erfolg, Effizienz und Gemeinnützigkeit das oberste Ziel der Staatsverwaltung war. Diese Eigenschaften der Staatsführung stellten einen durchaus wichtigen Faktor für den wirtschaftlichen Erfolg Preußens dar.
Auf der anderen Seite trat der Staat als größte Wirtschaftsbelastung auf, denn für das Militärwesen wurden über den Fiskus erhebliche Geldmengen aus dem Wirtschaftskreislauf abgezogen.

## Hohenzollernsche Herrschaftsgebiete

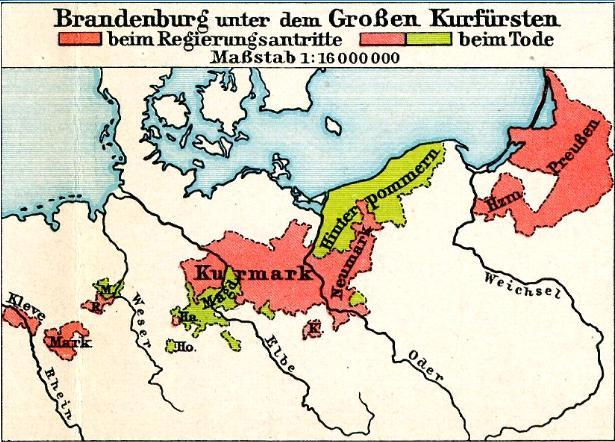
Brandenburg-Preußen um 1700 (rot und grün)
Karte aus F. W. Putzgers Historischem Schul-Atlas, 1905

Das Herrschaftsgebiet Friedrichs III. untergliederte sich in verschiedene Gebiete, die sich vom Rhein bis zur Memel erstreckten. Dabei ragten zwei Landesteile auf Grund ihrer Größe heraus: die Mark Brandenburg sowie das unabhängige Herzogtum Preußen.
Im wichtigsten hohenzollerschen Landesteil, der Mark Brandenburg betrugen 1619 die Staatsschulden 2.142.000 Reichstaler.
Die Mark lebte ausschließlich vom Ackerbau. Gehobenere Güter mussten alle importiert werden. Stärker noch als Brandenburg hatte sich das Herzogtum Preußen entwickelt. Die vom Deutschen Orden im Mittelalter hereingeholte deutsche Oberschicht hatte sich zu einer erfolgreich produzierenden und handeltreibenden Klasse entwickelt. Diese Schicht kam in den Städten zu einem beachtlichen Reichtum. Das Herzogtum Preußen blieb lange Zeit wirtschaftlich vom Gesamtstaat isoliert. Dies gilt insbesondere für Königsberg als wichtigster Handelsstadt Brandenburg-Preußens. Die Stadt blühte in der ersten Hälfte des 17. Jahrhunderts wirtschaftlich auf, jedoch verlor sie durch Kriege, Pest und Steuerbelastung einen Großteil des erreichten Wohlstandes wieder. Das Handelsvolumen, das Königsberg im Dreißigjährigen Krieg hatte, wurde erst wieder im 18. Jahrhundert erreicht.
Die Provinzen im Westen bildeten im 17. Jahrhundert und noch weit darüber hinaus keine wirtschaftlichen Beziehungen zum Gesamtstaat aus. Das lag an der räumlichen Distanz und an den vielen Zollstellen entlang der Handelsstraßen (zwischen Cleve und Mark Brandenburg allein 46).
Hohenzollernsche Landesteile:
- Mark Brandenburg (1415)
- Grafschaft Mark (1609)
- Herzogtum Kleve (1614)
- Grafschaft Ravensberg (1614)
- Herzogtum Preußen (1618)
- Hinterpommern (1648)
- Fürstentum Minden (1648)
- Fürstentum Halberstadt (1648)
- Herzogtum Magdeburg (1680)